# Tritonia cinnabarina
Tritonia cinnabarina é uma espécie de planta com flor pertencente à família Iridaceae. 
A autoridade científica da espécie é Pax, tendo sido publicada em Botanische Jahrbücher für Systematik, Pflanzengeschichte und Pflanzengeographie 15: 152. 1892.

## Portugal
Trata-se de uma espécie presente no território português, nomeadamente no Arquipélago dos Açores.
Em termos de naturalidade é introduzida na região atrás referida.

## Protecção
Não se encontra protegida por legislação portuguesa ou da Comunidade Europeia.